# Escudo de Morcín
En el escudo de Morcín (Asturias) se reflejan algunos de los principales hechos  sucedidos en el concejo. Está formado por la Cruz de los Ángeles, en oro con piedras preciosas, rodeada por cuatro flores de lis, todo ello sobre un fondo rojo y rematado por la corona real. 
La cruz, símbolo del Arzobispado de Oviedo, hace referencia al pasado en el que las tierras del concejo pertenecían al Arzobispado. El fondo rojo y las flores de lis son debidas al linaje de los Argüelles, familia vinculada al concejo.
- Datos: Q5838151